# 斑枝红山茶
斑枝红山茶（学名：Camellia stictoclada）是山茶科山茶属的植物。分布在中国大陆的四川等地，生长于海拔2,100米的地区，常生于山沟疏林中，目前尚未由人工引种栽培。